# Szutla
A Szutla (horvátul: Sutla, szlovénül: Sotla) egy folyó Horvátországban, és Szlovéniában, a Száva bal oldali mellékvize. Határfolyó Szlovénia és Horvátország között.

## Leírása
A Szutla a Macelj déli lejtőin, a Veliki Belinovec alatt (717 m) fakad. Először déli irányban folyik Dobrovecig, majd nyugat felé fordul a Ločnica torkolatáig, onnan az államhatár mentén ismét dél felé folyik. Röviddel a torkolat előtt mesterséges mederben folyik tovább és Ključ Brdovečki közelében ömlik a Szávába. Hosszúsága 92,4 km, vízgyűjtő területe 582 km², (ebből 343 km² Horvátországban). Völgye két szélesebb részből és a Kumrovec és Klanjec közötti Zelenjak-szurdokból áll. Alsó folyásán szabályozták. 
Főbb mellékvizei: a Mostica, a Bistrica és a Bizel. A Szutla völgyén halad át a Savski Marof – Klanjec – Kumrovec – Celje vasútvonal és a Miljana felé vezető aszfaltút.